# Raión de Chukotka
El raión de Chukotka (del ruso: Чукотский район) es una de las seis divisiones administrativas del distrito autónomo de Chukotka, en Rusia. Es el raión más oriental del distrito autónomo y la parte más cercana de Rusia a los Estados Unidos. Limita al norte con el mar de Chukotka, al este con el mar de Bering, al sur con el Raión de Providéniya y al oeste con la bahía Koliúchinskaya. La zona del distrito es 30 700 kilómetros cuadrados. Su centro administrativo es la localidad rural de Lavrentiya.

## Localidades

| Localidades | Población | Área km² |
| ----------- | --------- | -------- |
| Lavrentiya  | 1388      | -        |
| Inchoun     | 383       | -        |
| Lorino      | 1160      | -        |
| Enurmino    | 300       | -        |
| Neshkan     | 675       | -        |
| Uelen       | 697       | 166,35   |

Fuente censo 2014